# 茲拉托皮利亞
48°7′35″N 32°14′18″E / 48.12639°N 32.23833°E
茲拉托皮利亞（烏克蘭語：Златопілля），是烏克蘭中部基洛夫格勒州克罗皮夫尼茨基区克特里萨尼夫卡市镇的村落。始建於1922年，面積2平方公里，海拔高度131米，2001年人口701，人口密度每平方公里351人。